# Eau potable et assainissement en Éthiopie
L'alimentation en eau potable est un problème essentiel en Éthiopie. Tant au niveau de l'accès à l'eau potable que des questions d'assainissement de l'eau, le pays se situe parmi les plus en retard dans le monde. Alors que l'accès à l'eau se soit substantiellement amélioré, il reste beaucoup à faire pour atteindre les objectifs du millénaire pour le développement qui prévoient notamment de réduire de moitié le nombre de personnes n'ayant pas accès à l'eau d'ici 2015 et d'améliorer la viabilité et la qualité de la distribution de l'eau.

## Situation actuelle
Au début du XXIe siècle, selon une enquête sur la santé et la démographie en Éthiopie, 22 % de la population avait accès à l'eau potable (86 % dans les zones urbaines et 13 % dans les zones rurales). Le taux de traitement des eaux usées atteignait 8 % (34 % dans les zones urbaines contre 3 % dans les zones rurales). Selon la Banque mondiale, en 2005, ces chiffres seraient respectivement de 42 % pour l'alimentation en eau et 28 % pour leur traitement.
La qualité du service de distribution d'eau est très insuffisante. Le rationnement et les coupures d'eau sont fréquents. La quasi-totalité des eaux usées collectées dans les égouts sont directement rejetées dans la nature sans traitement.

## Politique de gestion de l'eau
La gestion de l'eau dépend en grande partie des autorités régionales, ce qui explique une grande disparité entre les régions les plus développées (Amhara, Oromia, Nations, nationalités et peuples du Sud, Tigré, Harar) où vivent 90 % des éthiopiens et celles plus pastorales (Somali, Afar, Gambela, Benishangul-Gumaz).
Au niveau national, les questions d'approvisionnement en eau dépendent du Ministère des ressources en eau et les problèmes de traitement des eaux sont sous la responsabilité du Ministère de la santé.

### Développements récents
- Création du Ministère des ressources en eau (1995) qui a repris l'essentiel des responsabilités qui étaient auparavant confiées au département "ressources en eau" du ministère des travaux publics[5]
- Décentralisation : jusqu'en 1995, le gouvernement était chargé de la planification et de la mise en œuvre des projets relatifs à l'eau et l'assainissement. Avec la constitution de 1995, l'Éthiopie est devenue un état fédéral ce qui impliquait la décentralisation de nombreuses fonctions au profit des autorités régionales et locales.
- Politique de gestion des ressources en eau (1999-2002) : cette politique a été adoptée en 1999 et s'est poursuivie en 2002 par la création d'un Fonds de développement des ressources en eau et d'un programme de développement du secteur de l'eau.
- Plan pour le soutien au développement et pour mettre fin à la pauvreté (2005) : l'objectif de ce programme est de parvenir à fournir de l'eau potable à 84 % des éthiopiens et d'assurer le traitement de 80 % des eaux usées, d'ici 2010.

### Investissement et financement
Il y a peu de chiffres fiables sur l'état de l'investissement et du financement dans le secteur de l'eau. Selon un études réalisée par la Banque mondiale en 2001-2002, les investissements n'auraient pas dépassé 39 millions de dollars, ce qui représente moins d'un dollar par habitant, l'un des plus faibles niveaux au monde.
Le gouvernement estime que ce chiffre devrait atteindre 100 millions de dollars par an entre 2006 et 2015. Toutefois, la Banque mondiale considère qu'il faudrait presque le triple pour que l'Éthiopie atteigne les objectifs qu'elle s'est fixés.
L'investissement n'est financé par le gouvernement qu'à hauteur de 9 %. Ce sont surtout les régions qui contribuent à hauteur de 55 % ainsi que des aides extérieures, principalement des ONG et organisations internationales qui participent pour 33 % du budget. Parmi ces donateurs étrangers, il faut citer la Banque mondiale qui a versé 100 millions de dollars en 2004 et la même somme en 2007, sous forme de crédit. La Banque africaine de développement a quant à elle fait don de 64 millions de dollars en 2005 Enfin, d'autres importants donateurs ont aidé aux financements des projets tels que l'Union européenne, le PNUD, l'UNICEF, l'Agence française de développement, l'Agence japonaise de coopération internationale, la GTZ, le groupe bancaire KfW, l'Agence canadienne de développement international, le ministère du développement international britannique ainsi qu'environ 500 ONG locales ou étrangères.

## Sources
- Programme de la Banque africaine de développement en 2005 [PDF]
- Programme de la Banque mondiale en 2004 [PDF]
- Programme de la Banque mondiale en 2007 [PDF]
- Ministère éthiopien des ressources en eau